# Kotra Pitha
Kotra Pitha (Kotda Phita) fou un petit estat tributari protegit de l'agència de Kathiawar, al prant de Gohelwar, a la presidència de Bombai, format per la capital (Kotra Pithi) situat a l'est de Gondal, al sud-est de Rajkot i al nord d'Amreli a 21° 57′ N, 71° 12′ E / 21.95°N,71.2°E avui amb menys de dos mil habitants, i a més 12 pobles i els tributaris eren cinc. La superfície era de 65 km² i la població de 7.186 habitants el 1881. Els ingressos s'estimaven en 6000 lliures i el trubut de 485 lliures es pagava al govern britànic i altres 72 lliures al nawab de Junagarh.